# Sellersburg (Indiana)
Sellersburg es un pueblo ubicado en el condado de Clark en el estado estadounidense de Indiana. En el Censo de 2010 tenía una población de 6128 habitantes y una densidad poblacional de 595,53 personas por km².

## Geografía
Sellersburg se encuentra ubicado en las coordenadas 38°23′27″N 85°45′35″O / 38.39083, -85.75972. Según la Oficina del Censo de los Estados Unidos, Sellersburg tiene una superficie total de 10.29 km², de la cual 10.21 km² corresponden a tierra firme y (0.76%) 0.08 km² es agua.

## Demografía
Según el censo de 2010, había 6128 personas residiendo en Sellersburg. La densidad de población era de 595,53 hab./km². De los 6128 habitantes, Sellersburg estaba compuesto por el 94.16% blancos, el 0.8% eran afroamericanos, el 0.28% eran amerindios, el 0.29% eran asiáticos, el 0.02% eran isleños del Pacífico, el 2.87% eran de otras razas y el 1.58% pertenecían a dos o más razas. Del total de la población el 5.47% eran hispanos o latinos de cualquier raza.